# Anton Švec
Anton Olegovič Švec (in russo Антон Олегович Швец?, in ucraino Антон Олегович Швець?, Anton Olehovyč Švec'; Heničes'k, 26 aprile 1993) è un calciatore ucraino naturalizzato russo, centrocampista dell'Achmat Groznyj.